# 石神社 (柏原市)

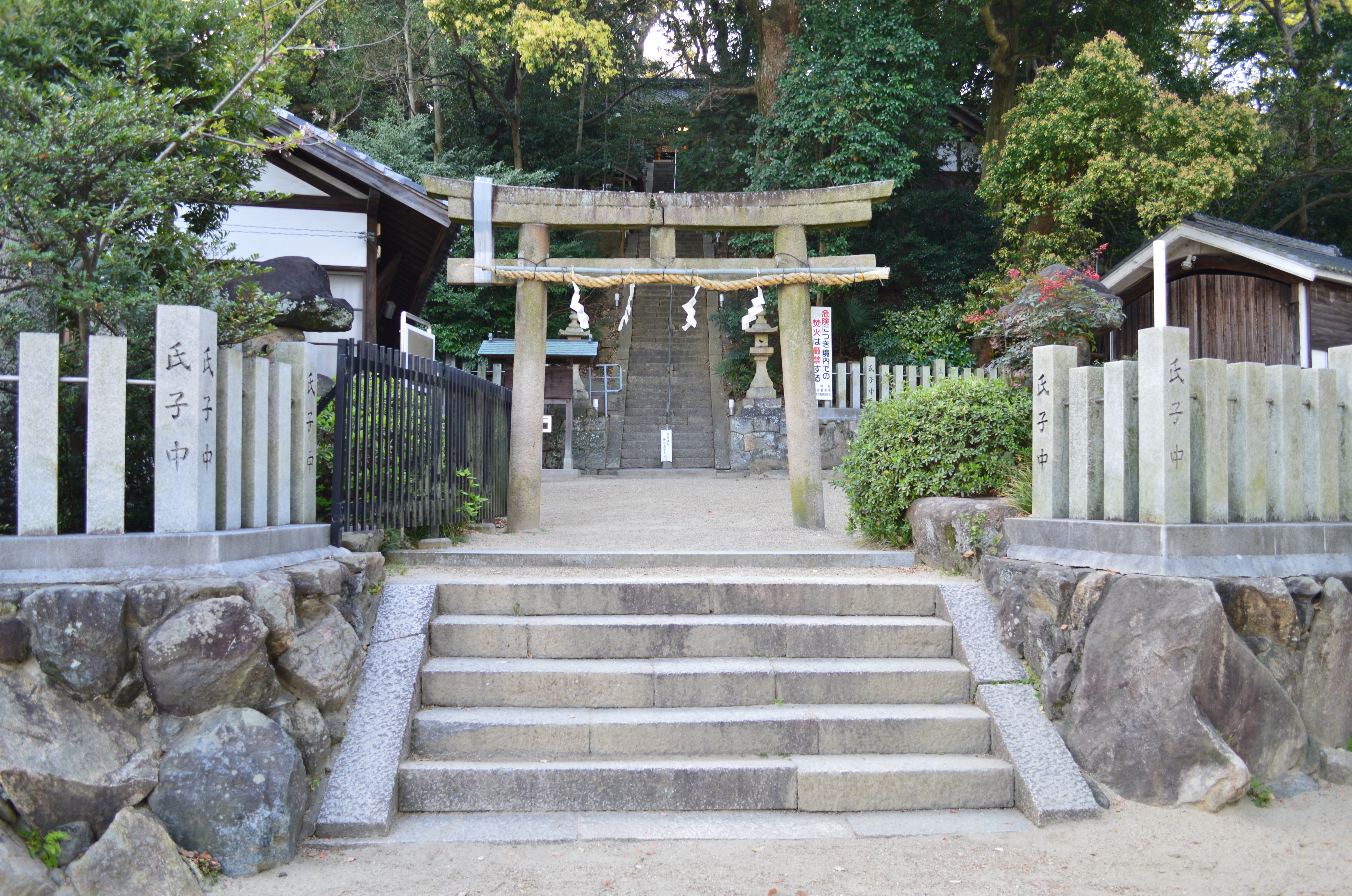
鳥居

石神社（いわじんじゃ）は、大阪府柏原市太平寺にある神社。式内社で、旧社格は村社。

## 祭神
主祭神
- 石姫皇女 - 宣化天皇の皇女、欽明天皇の皇后である。

配祀神
- 石長姫命
- 熊野権現

## 概要
神社は、柏原市太平寺地区の生駒山地南端に近い小高い丘陵の山腹に位置する。 麓の境内に社務所が、高い石段を登ったところに社殿がある。日本三代実録には貞観9年（867年）2月に官社に列せられたという記述があり、延喜式神名帳では小社に列している。江戸時代に入ると太平寺村の氏神として信仰され、熊野権現社と称していた。かつて、この辺りに「智識寺」と呼ばれる古代寺院があった。 聖武天皇、孝謙天皇が難波宮と平城宮を往来する際にここを訪れ、礼拝例仏されたという。 智識寺には大きい廬舎那仏があり、これを見た聖武天皇が東大寺大仏造営を発願されたといわれている。 その後、智識寺は室町時代ごろに廃れたとされる。

## 境内
境内にある大きなクスノキは、周囲約6ｍ・高さ約16ｍ以上の大木で、樹齢700～800年と推定されており、大阪府指定天然記念物となっている。
境内社務所横には、智識寺の東塔の礎石があり、大阪府の文化財に指定されている。礎石の柱穴の直径が122cmあり、かつては神社の手洗い石として使用されていたようだが、現在は柵で囲われている。

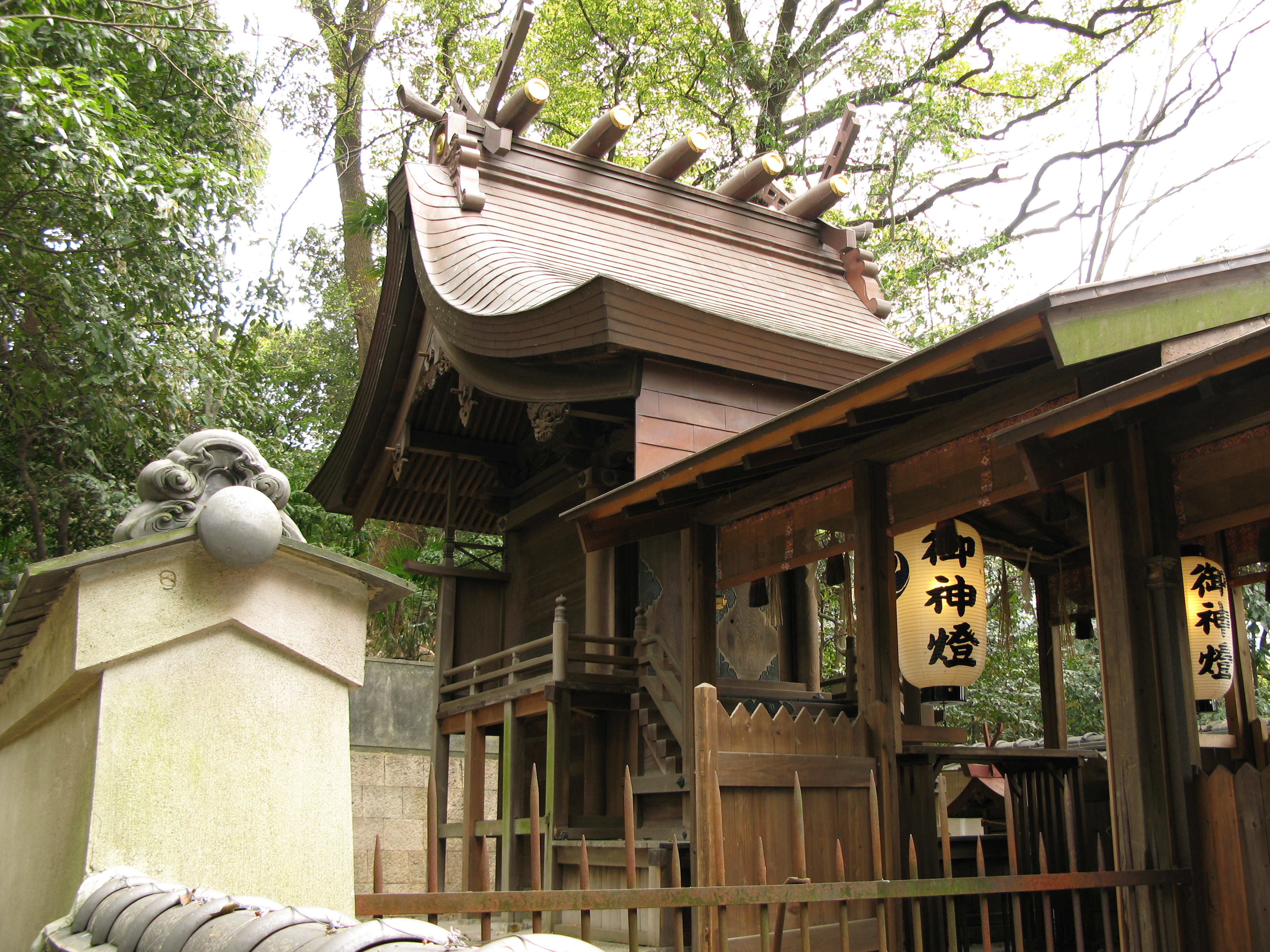
本殿
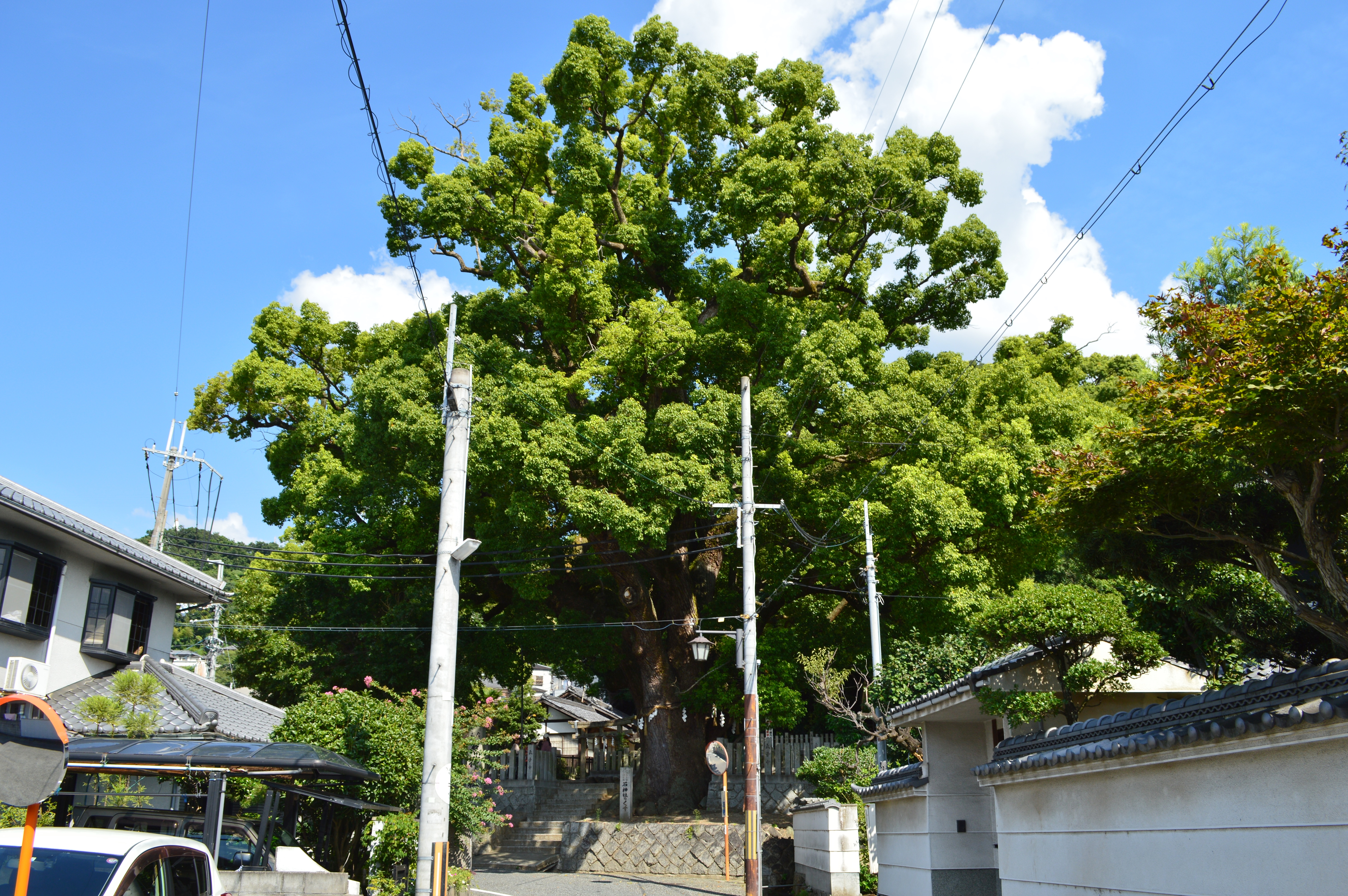
境内のクスノキ（大阪府指定天然記念物）
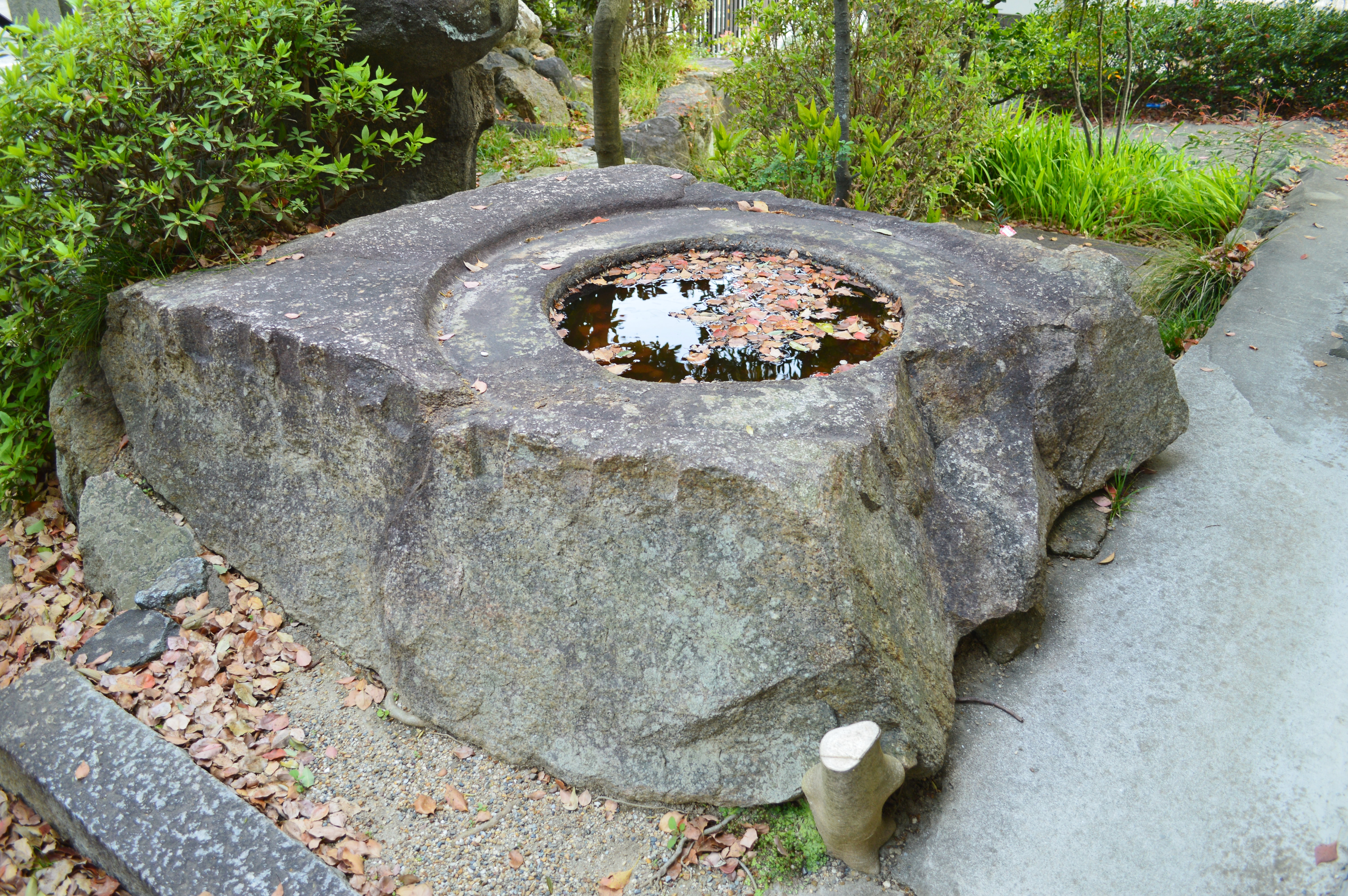
境内にある智識寺東塔の礎石（大阪府指定文化財）

## 祭事
- 夏季大祭（7月18日、19日）

祭礼は7月第2土日に行われる「御礼祭」（7月中旬）。太平寺地区による勇壮華麗なふとん太鼓が奉納される。
奉納されるふとん太鼓は播州の名工三代目黒田正勝の彫刻が施されている｡
- 例祭（秋祭り）（10月19日）

## 文化財

### 大阪府指定文化財
- 有形文化財
  - 知識寺東塔刹柱礎石（考古資料） - 所有者は石神社。1970年（昭和45年）2月20日指定[1]。
- 天然記念物
  - 石神社のくす - 1978年（昭和53年）8月4日指定[2]。

## 現地情報
所在地
- 大阪府柏原市太平寺2-19-13

交通アクセス
- 鉄道：近鉄大阪線安堂駅下車後、徒歩約10分（東へ約800m）

周辺
神社の前を通り、北へ抜ける道筋は、かつて東高野街道ができる前から存在し、生駒山地の山麓を南北に通っていた古道の一部で、在原業平が大和国と河内国一宮である枚岡神社の間を通ったとされる、いわゆる「業平道」だといわれている。